# Le Journal de Montreal
Le Journal de Montreal è un quotidiano canadese in lingua francese fondato a Montréal nel 1964. 
È un tabloid che si occupa principalmente di cronaca provinciale e locale, con una particolare attenzione sulle notizie giudiziarie, di sport e d'arte. È il quotidiano francofono più diffuso in America.
Insieme a La Presse, Le Devoir e Le Soleil, è uno dei principali quotidiani in lingua francese del Québec.

## Storia
Il giornale uscì per la prima volta il 15 giugno 1964.